# Safranal
Safranal és un compost orgànic aïllat del safrà, que és l'espècia obtinguda dels estigmes de la flor del safrà (Crocus sativus). És el constituent principal de l'aroma del safrà.
Es creu que el safranal és el producte de la degradació del carotenoide zeaxantina via la intermediació de la picrocrocina.
El safranol, que també és un aldehid i constitueix el 60% de la fracció volàtil, és el producte de reducció del safranal.

## Farmacologia
El safranal és un anticonvulsiu efectiu i actua com antagonista als receptors GABAA. El safranal també mostra alta activitat antioxidant i conra els radicals lliures, junt amb citotoxicitat, in vitro, contra les cèl·lules del càncer. També s'ha demostrat que té propietats antidepressives.